# Conquista spagnola dello Yucatán
La conquista spagnola dello Yucatán fu una campagna militare condotta dai conquistadores spagnoli nei confronti dei popoli Maya tardo-postclassici, soprattutto nella penisola dello Yucatán centro-settentrionale ma anche sulle alture del Guatemala. Questa parte della colonizzazione delle Americhe iniziò nel XVI secolo, ma si sarebbe dimostrata più dura e lunga delle equivalenti campagne contro Aztechi ed Inca. Ci vollero 170 anni e l'aiuto degli Xiu Maya prima della caduta dell'ultima roccaforte Maya, ovvero di Itza, capitale dei Tayasal sul Lago Petén Itzá, nel 1697. A parte la regione di Petén e le alture del Guatemala, il controllo spagnolo dello Yucatán si considera completato nel 1546.
A differenza di Aztechi e Inca, i Maya non avevano un solo centro politico che, rovesciato, avrebbe fatto crollare tutta la resistenza dei nativi americani. I Maya erano invece organizzati in numerosi stati indipendenti, che i conquistador dovettero sottomettere uno ad uno, e molti di loro resistettero fieramente alle incursioni spagnole.
Soprattutto nelle prime fasi, il principale obiettivo dei conquistadores era la conquista di grandi quantità di metalli preziosi quali oro e argento. Dato che la terra dei Maya era povera di risorse, all'inizio era meno interessante per gli spagnoli, attratti piuttosto dal Messico centrale e dal Perù. Con la promessa di concessione di diritti su ampie terre e di acquisizione di forza lavoro, non ci volle molto per convincere gli spagnoli a tornare dai Maya, con i primi insediamenti documentati attorno al 1520.
Dopo che il dominio spagnolo fu consolidato, gli stessi Maya erano restii a sottomettersi agli invasori, sia quando era presente la Nuova Spagna che con il neonato Messico indipendente. I Maya scontenti dello Yucatán fecero in seguito scoppiare una rivolta nella seconda metà del XIX secolo, con la guerra delle caste dello Yucatán. La parte principale di questo conflitto durò oltre 50 anni, durante i quali buona parte della penisola sud-orientale formò uno Stato Maya indipendente, il Chan Santa Cruz. La soppressione definitiva della rivolta fu difficile da ottenere, e le schermaglie proseguirono fino al 1930.

## Primi contatti (1511)

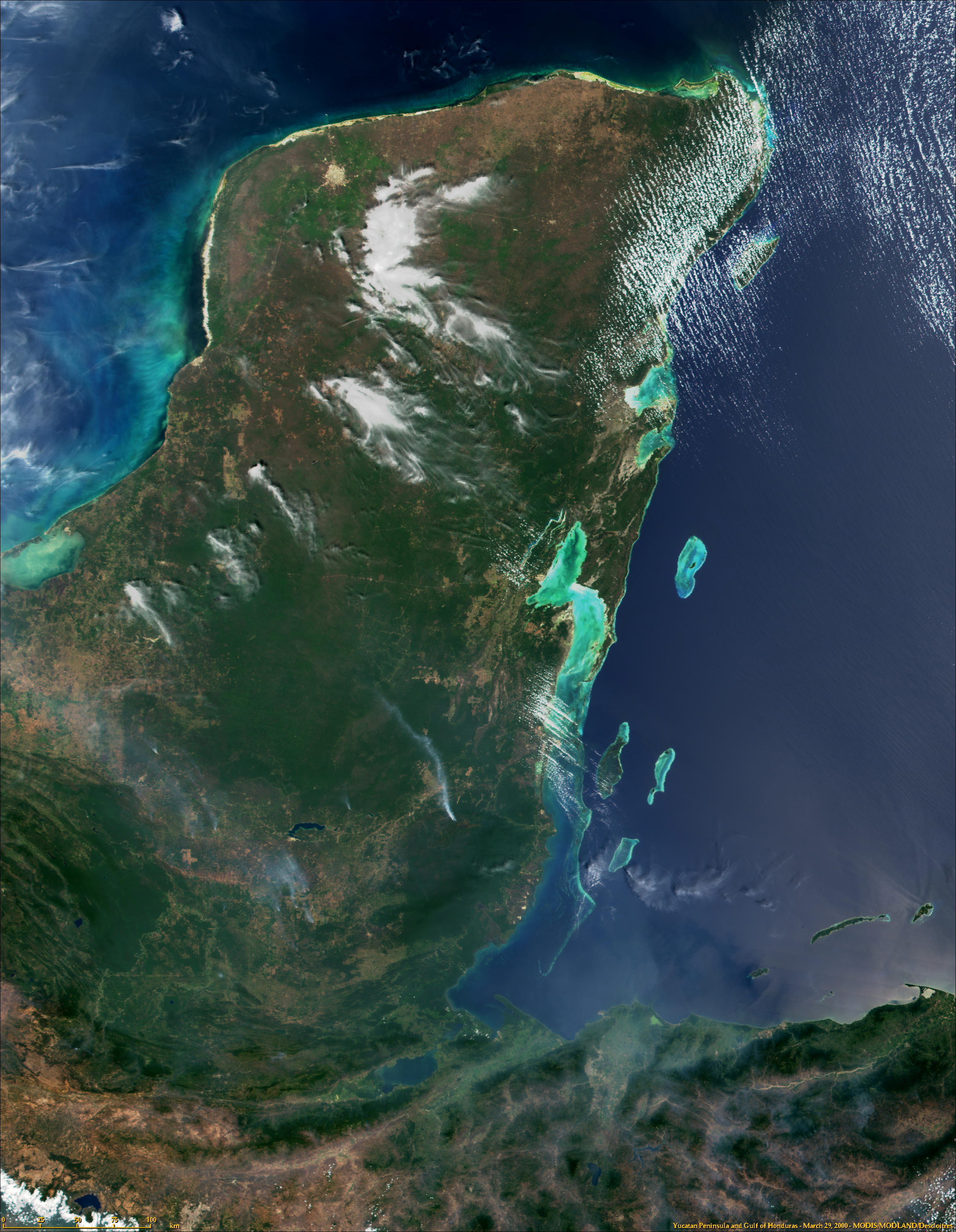
Fotografia satellitare della penisola dello Yucatán

Il primo sbarco spagnolo conosciuto sulla penisola dello Yucatán fu dovuto alla sfortuna, quando nel 1511 un piccolo vascello diretto a Santo Domingo da Darién (Panama) si arenò sul fondale del mare Caraibico, a sud dell'isola della Giamaica. L'equipaggio di quindici uomini e due donne salì su una scialuppa nel tentativo di raggiungere Cuba o una delle altre colonie, ma le forti correnti li spinsero ad ovest finché, dopo circa due settimane, raggiunsero la costa orientale della penisola, probabilmente nell'odierno Belize. Catturati dai Maya locali, furono divisi tra molti capi come schiavi, e molti furono sacrificati ed uccisi secondo le pratiche rituali. Negli anni seguenti il loro numero si ridusse a causa di malattie o sfinimento, finché ne rimasero solo due: Gerónimo de Aguilar che era fuggito dai suoi carcerieri trovando rifugio presso un altro capo Maya, e Gonzalo Guerrero che si guadagnò un certo prestigio tra i Maya per il suo coraggio diventando nobile e guerriero. Queste due persone, in seguito, ebbero ruoli diversi ma fondamentali nei conflitti tra spagnoli e mesoamericani, Aguilar sarebbe diventato il traduttore e consigliere di Cortés, mentre Guerrero decise di restare coi Maya diventando un loro tattico e opponendosi agli spagnoli.
Questi due sopravvissuti avevano portato inconsapevolmente con loro una malattia epidemica, il vaiolo, che negli anni seguenti avrebbe ucciso molte persone.

## Prime spedizioni (1517–19)

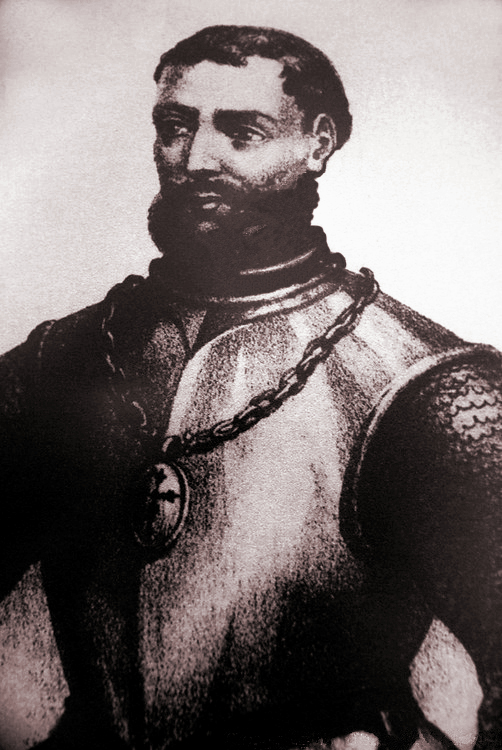
Francisco Hernández de Córdoba

Il successivo contatto avvenne nel 1517 quando Francisco Hernández de Córdoba salpò da Cuba in cerca di schiavi con cui sostituire i nativi cubani morti in gran numero. Gli spagnoli si stupirono nel vedere città in pietra lungo la costa dello Yucatán. Córdoba visitò molte città; alcuni accolsero con un benvenuto gli spagnoli, offrendosi di commerciare dei beni (in questo modo gli spagnoli acquistarono alcuni ornamenti in oro), mentre altre città si dimostrarono ostili lanciandogli frecce non appena si avvicinarono alla costa. La spedizione tornò a Cuba parlando della scoperta di questa nuova terra. Diego Velázquez de Cuéllar, governatore di Cuba, ordinò di organizzare una spedizione con quattro navi e circa 240 uomini guidata dal nipote Juan de Grijalva. La spedizione Grijalva ebbe varie esperienze con i Maya che abitavano la costa dello Yucatán, e durò mesi. Fu deluso dal fatto di trovare poco oro, ma tornò a Cuba narrando di un ricco impero più ad occidente.
Questo spinse Hernán Cortés ad organizzare una spedizione nel 1519. Cortés spese molto tempo sull'isola di Cozumel, tentando con risultati altalenanti di convertire i locali al Cristianesimo. Ascoltando storie di altri uomini dalla barba bianca che abitavano la zona mandò messaggeri da questi castilianos di cui si parlava, che si scoprì essere i sopravvissuti del naufragio del 1511, Aguilar e Guerrero. Aguilar chiese al suo capo Maya di permettergli di unirsi ai suoi vecchi compagni, fu rilasciato e si imbarcò sulle navi di Cortés. Secondo Bernal Díaz, Aguilar disse che prima di partire aveva cercato di convincere Guerrero a partire con lui. Guerrero aveva rifiutato dicendo di essersi ben inserito nel mondo Maya, di aver preso una moglie del luogo e di avere tre figli, diventando una persona importante dell'insediamento Maya di Chetumal dove viveva.
Aguilar, ora esperto di lingua Maya Yucatec e di altre lingue indigene, si sarebbe dimostrato utilissimo come traduttore per Cortés, capacità di estremo valore nella successiva conquista dell'impero azteco che avrebbe messo fine alla spedizione di Cortés.
Nonostante il successivo destino di Guerrero sia incerto, sembra che per qualche anni abbia continuato a combattere al fianco dei Maya contro le incursioni spagnole, fornendo consigli militari ed incoraggiando la resistenza. Fu probabilmente ucciso in qualche battaglia.

## Primo tentativo di conquista (1527–28)

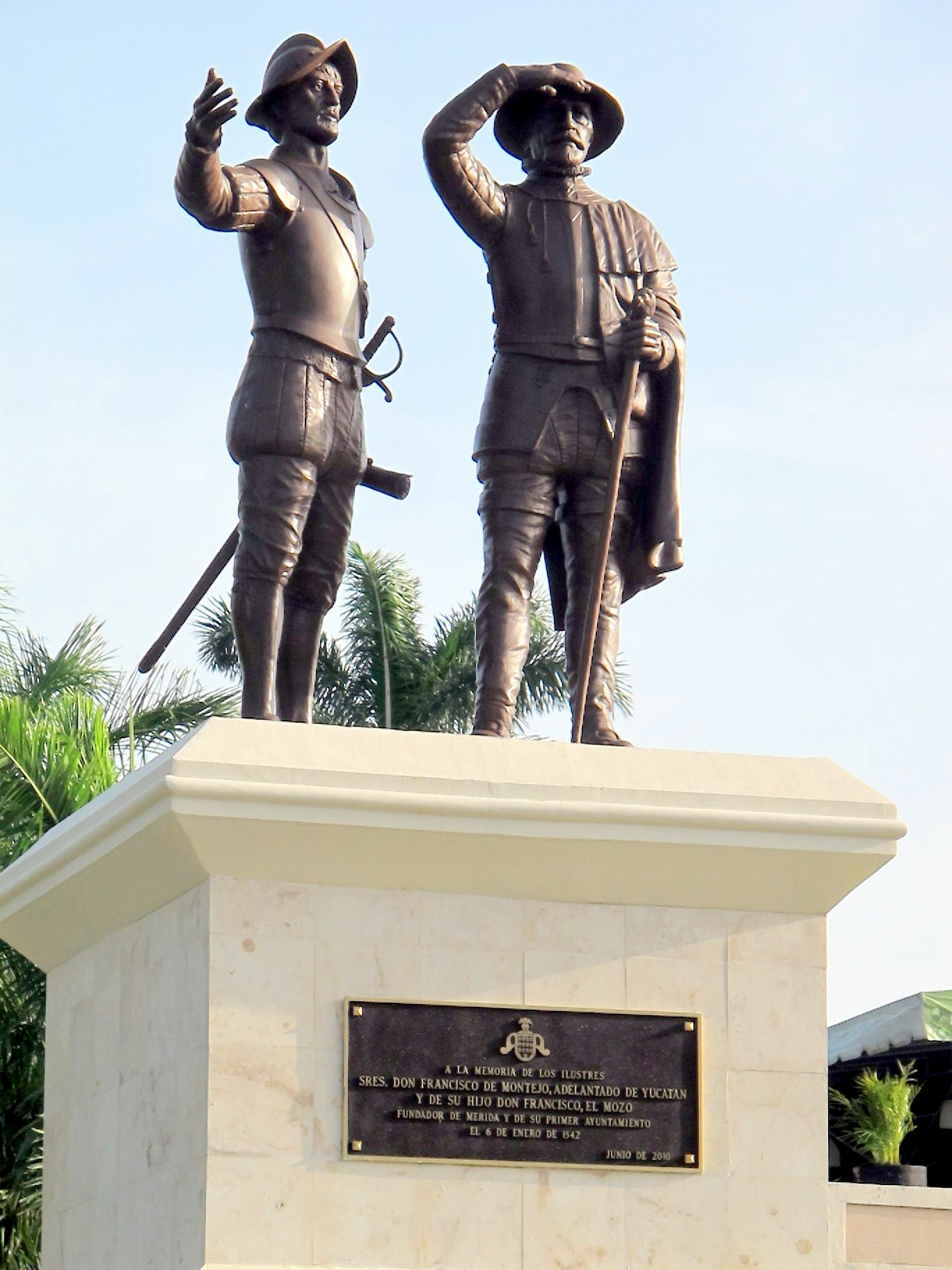
Monumento a Francisco de Montejo e al figlio, Mérida

Le ricche terre del Messico attirarono l'attenzione dei conquistadores per alcuni anni, finché nel 1526 Francisco de Montejo (veterano delle spedizioni Grijalva e Cortés) chiese con successo al re di Spagna il diritto di conquistare lo Yucatán. Giunse nello Yucatán orientale nel 1527, trovando una pacifica accoglienza. Molti dei capi locali accettarono di giurare fedeltà al re di Spagna, dato che avevano saputo di come avevano conquistato l'impero azteco. Man mano che gli spagnoli avanzavano trovavano città deserte, venivano seguiti ed attaccati in campo aperto. Gli spagnoli costruirono un piccolo forte a Xamanha nel 1528, ma non riuscirono a sottomettere la regione. Montejo si spostò in Messico per assoldare un esercito maggiore.

## Secondo tentativo di conquista (1531–35)
Montejo tornò nel 1531 con un esercito che conquistò la città portuale Maya di Campeche. Mentre vi costruiva una fortezza, mandò il figlio Francisco Montejo il Giovane nell'entroterra con un esercito. I capi di alcuni stati Maya dissero di volersi alleare con loro. Proseguì l'avanzata fino a Chichén Itzá, che dichiarò capitale reale dello Yucatán spagnolo, ma dopo pochi mesi i nativi si ribellarono contro di lui, gli spagnoli furono continuamente attaccati e costretti a fuggire in Honduras. Si disse che Gonzalo Guerrero, lo spagnolo naufragato nel 1511 e che scelse di vivere nello Yucatán, fosse tra coloro che dirigevano la resistenza Maya alla corona spagnola. Nel frattempo il vecchio Montejo veniva spesso assediato nel suo forte di Campeche, e molti dei suoi soldati erano stanchi delle continue lotte e cominciarono a dire che avrebbero trovato conquiste più semplici in altri posti. Nel 1535 Montejo portò le sue forze a Veracruz, lasciando lo Yucatán in mano ai Maya.

## Conquista finale (1540–46)
Montejo il Vecchio, quasi settantenne, lasciò al figlio i diritti di conquista che il re gli aveva garantito. Il giovane Montejo invase lo Yucatán con un grande esercito nel 1540. Nel 1542 spostò la capitale nella città maya di T'ho, che per l'occasione rinominò in Mérida. Il signore dei Tutal Xiu di Maní si convertì al Cristianesimo. Gli Xiu controllavano buona parte dello Yucatán occidentale, e divennero validi alleati degli spagnoli, aiutandoli nella conquista del resto della penisola. Molti stati maya giurarono inizialmente fedeltà alla Spagna, ma si ribellarono dopo aver assaggiato la mano pesante del giogo spagnolo. Lotte e ribellioni proseguirono per anni. Quando spagnoli e Xiu sconfissero un esercito formato da vari popoli maya dello Yucatán orientale nel 1546, la conquista fu ufficialmente completata. Nonostante questo si ebbero rivolte periodiche per tutto il periodo coloniale, sedate violentemente dalle truppe spagnole e dagli ausiliari nativi americani.

## Gli Itza di Petén
Andrebbero menzionati anche gli Itza Maya postclassici della regione del bacino di Petén. Nonostante oggi la loro terra faccia parte del Guatemala, nel periodo coloniale era sotto la giurisdizione del governatore dello Yucatán. La capitale Itza era a Tayasal, una città-isola nel lago Petén Itza. La terra degli Itza era separata dallo Yucatán spagnolo a nord e dal Guatemala spagnolo a sud da fitte giungle scarsamente popolate. Era stata visitata da Cortés durante la sua marcia verso l'Honduras nel 1525, quando i signori degli Itza giurarono fedeltà alla Spagna, richiesta rifiutata dalle autorità spagnole. Nel 1618 due frati francescani furono mandati da Mérida ad insegnare il Cristianesimo agli Itza. Essi giunsero a Tayasal trovandovi persone non influenzate dai modi europei, ed ancora adoratori dei tradizionali dei mesoamericani. Nonostante il re Itza li avesse ricevuti educatamente, non fecero progressi nel loro tentativo di conversione. Nel 1622 il governatore dello Yucatán mandò 20 spagnoli e 140 indiani cristiani a Tayasal, ma gli Itza li uccisero subito. Un secondo gruppo diretto a Petén nel 1624 subì un'imboscata venendo sterminato. Allora il governatore decise di spendere meglio altrove le proprie energie, e gli Itza si garantirono l'indipendenza per altro tempo.
Nel 1695 tre francescani si recarono a Tayasal accompagnati da quattro cantanti Maya cristiani. Vennero ricevuti con un benvenuto, e molti Itza accettarono di venire battezzati. Il re Itza, però, rifiutò di convertirsi o di giurare fedeltà alla Spagna. Disse che sarebbe venuto un tempo in cui questa sarebbe stata la cosa giusta da fare, ma ancora non era il momento. Una forza di 60 soldati spagnoli ed alleati Maya furono mandati a Petén l'anno seguente, ma furono respinti dai focosi attacchi degli Itza. Il comando di Merida capì che servivano più uomini, e nel 1697 mandò 235 spagnoli e decine di migliaia di Xiu Mayas. Con artiglieria e molti rifornimenti portati coi muli tracciarono un sentiero nella giungla. Costruirono un forte sulle rive del lago Petén Itza vicino a Tayasal, e ricostruirono una piccola nave da guerra che avevano smontato e trasportato a pezzi. Il 13 marzo 1697 riuscirono così a conquistare la capitale Itza Tayasal. Gli spagnoli bruciarono la biblioteca Itza che "conteneva le bugie del diavolo", raccontando poi che la città aveva così tanti idoli che, impegnando quasi tutti i soldati, ci misero dalle 9:00 alle 17:30 per romperli tutti. La Mesoamerica non avrebbe più avuto alcun stato indigeno indipendente per oltre 100 anni.